# Ozero Taymassor
Ozero Taymassor är en saltsjö i Kazakstan. Den ligger i den norra delen av landet, 500 km nordväst om huvudstaden Astana. Arean är 4,1 kvadratkilometer.